# Henryk Dembiński

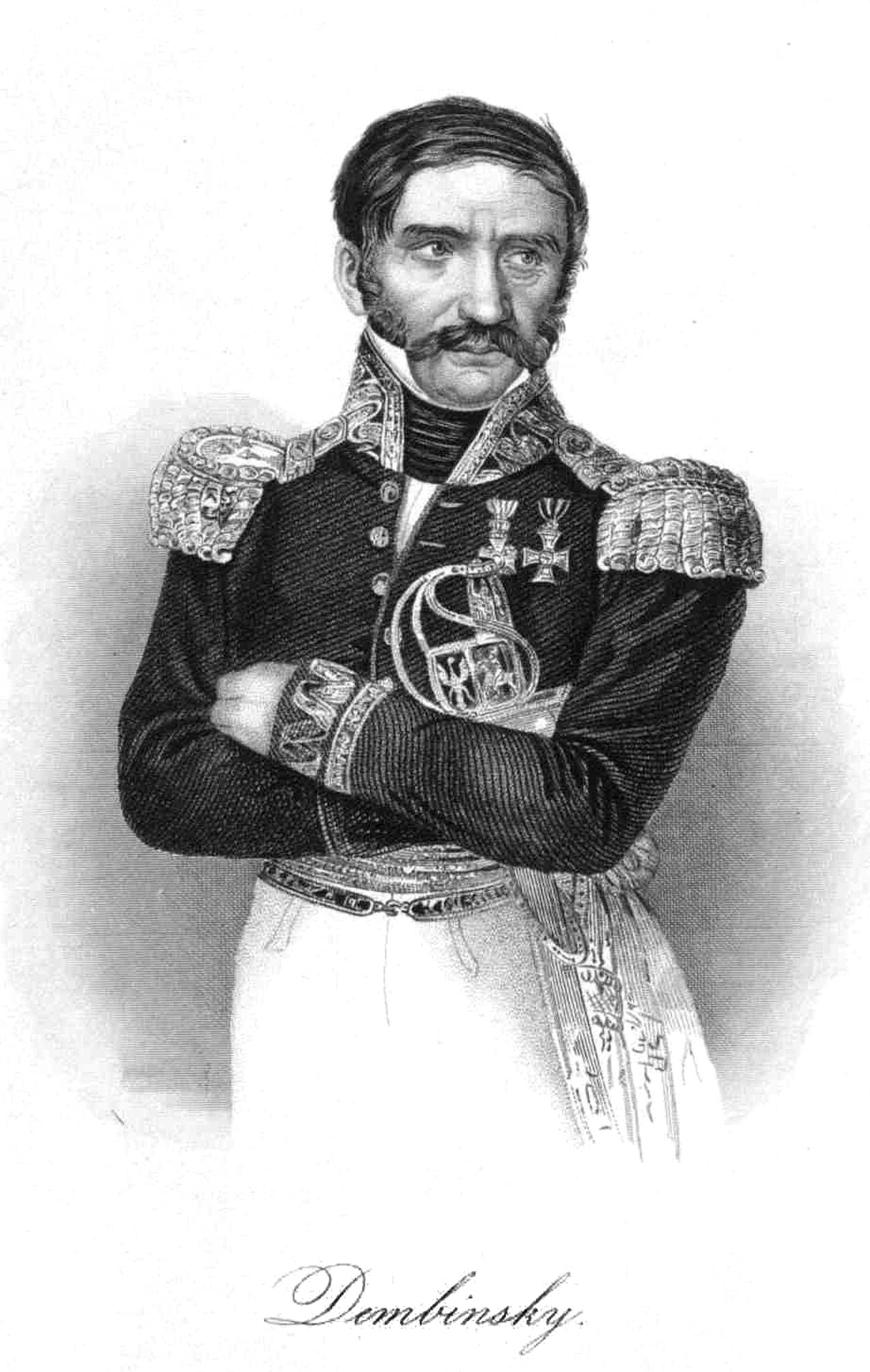
Henryk Dembiński

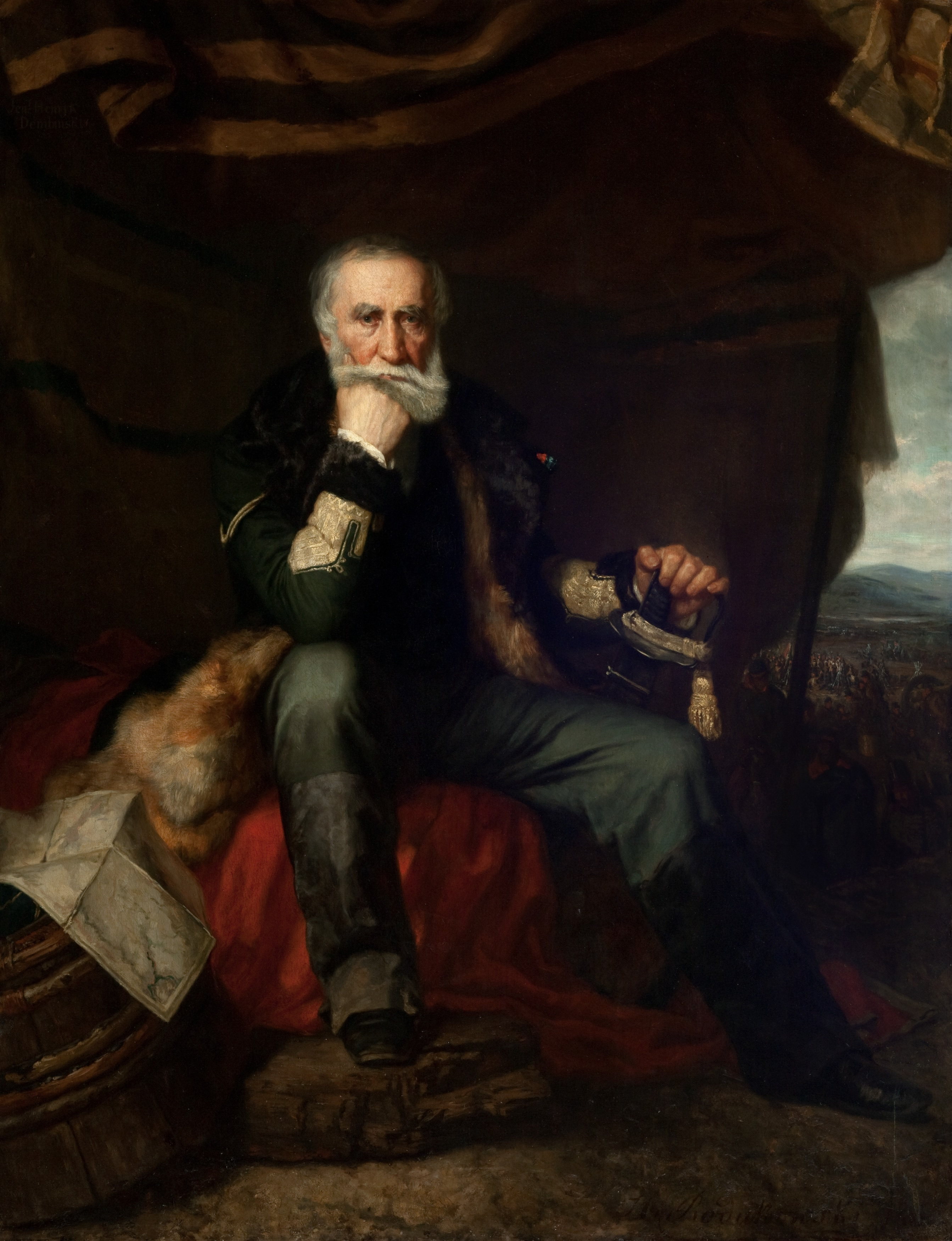
Henryk Dembiński

Henryk Dembiński, född 16 januari 1791
i Kraków, död 13 juni 1864 i Paris, var en polsk general.
Han utbildades vid ingenjörakademien i Wien och inträdde 1809 i den med
fransmännen förbundna polska armén. Han deltog med utmärkelse i fälttågen 1812-13 (Smolensk, Leipzig)
och begav sig därefter såsom polskt sändebud till Paris, där han stannade till Napoleon I:s fall.
Då den polska resningen 1830 utbröt, ingick han som major i nationalhären och utförde flera bragder, såsom när han vid Kuslev (25 april 1831)
framgångsrikt försvarade sig mot en överlägsen fiende
- efter vilken bedrift han blev general - och när han från Litauen banade sig väg till Warszawa. Då Polens läge var som värst, blev Dembiński för sextio timmar utsedd till högste befälhavare i Skrzyneckis ställe. Sedan Warszawa fallit och allt hopp för Polen var ute,
begav han sig till Dresden och sedan till Paris, där han var mycket verksam för den polska emigrationen.
1849 fick Dembiński högsta befälet över den ungerska hären, men måste taga avsked från denna befattning efter det förlorade slaget vid Kapolna, 26-28 februari samma år. I juni samma år fick han befälet över den ungerska nord-armén, förlorade drabbningarna vid Szöreg (5 aug.) och vid Temesvár
(8 aug.) samt flydde till Turkiet. 1850 slog han sig ned i Paris.
Dembiński utgav Mémoires sur la campagne de Lithuanie (1832) och Coup d'œil sur les derniers événements de la revolution de Pologne (1837).
- Wikimedia Commons har media som rör Henryk Dembiński.